# Nevrorthidae
Nevrorthidae es una pequeña familia de insectos alados del orden Neuroptera. Las especies vivas se pueden considerar fósiles vivientes. Se considera que hay 19 especies recientes y 9 especies fósiles.
Anteriormente estuvieron ubicados en Osmyloidea, junto con Osmylidae y Sisyridae, sus parientes más próximos, pero en la actualidad se los considera el linaje viviente más antiguo de Neuroptera. A veces se los ubica en el suborden Nevrorthiformia, pero la posición basal de la familia hace que sea mejor ubicarlos directamente en Neuroptera, sin asignarles un rango de suborden.
Además de los tres géneros vivientes, se ha descripto a los fósiles Rophalis del Eoceno y Cretarophalis del Cretácico (Albiano–Cenomaniano).